# Truncatoflabellum spheniscus
Truncatoflabellum spheniscus is een rifkoralensoort uit de familie van de Flabellidae. De wetenschappelijke naam van de soort is voor het eerst geldig gepubliceerd in 1846 door Dana.